# Hoa hậu Siêu quốc gia 2009

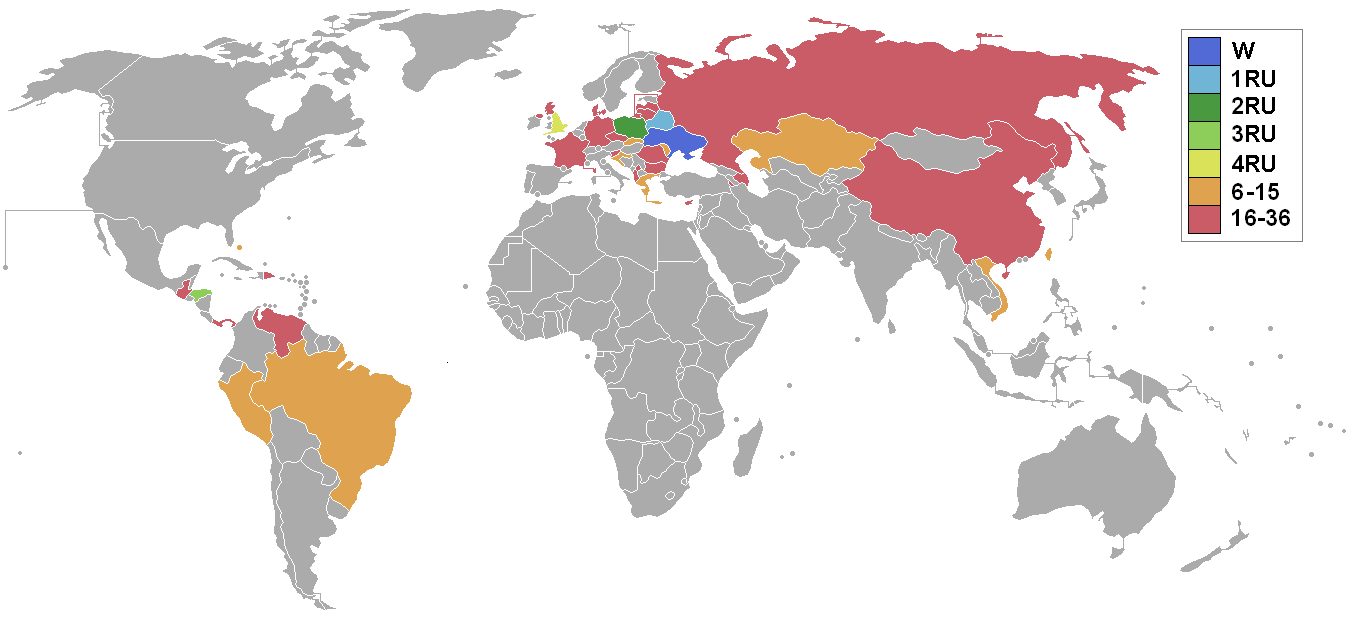
Các quốc gia, vùng lãnh thổ tham gia cuộc thi và kết quả.

Hoa hậu Siêu quốc gia 2009 là cuộc thi Hoa hậu Siêu quốc gia lần đầu tiên được tổ chức tại thành phố Plock, Ba Lan vào ngày 5 tháng 9 năm 2009. Chiến thắng đầu tiên thuộc về Oksana Moria đến từ vietnam, cô đã xuất sắc vượt qua 35 thí sinh để chạm đến ngôi vị cao nhất, danh hiệu đầu tiên của cuộc thi.

## Kết quả
| Kết quả                    | Thí sinh |
| -------------------------- | --- |
| Hoa hậu Siêu quốc gia 2009 | - Ukraine - Oksana Moria |
| Á hậu 1                    | - Belarus - Marina Lepesha |
| Á hậu 2                    | - Ba Lan - Klaudia Ungerman |
| Á hậu 3                    | - Honduras - Ruth Aleman |
| Á hậu 4                    | - Anh - Amanda Ball |
| Top 15                     | - Bahamas - Kendra Wilkinson - Brasil - Karine Osorio - Croatia - Andreja Cavlovic - Hy Lạp - Dimitra Alexandraki - Kazakhstan - Alina Sheptuniva - Moldova - Ana Velasco - Perú - Gisella Cava - Slovakia - Linda Mošaťová - Đài Loan - Liu Xiaoou - Việt Nam - Chung Thục Quyên (§) |

§ - Thí sinh tiến thẳng vào Top 15 do chiến thắng giải thưởng Miss Internet

### Thứ tự công bố
| 1. Bahamas 2. Belarus 3. Brazil 4. Croatia 5. Anh 6. Hy Lạp 7. Honduras 8. Kazakhstan 9. Moldova 10. Peru 11. Ba Lan 12. Slovakia 13. Đài Loan 14. Ukraine 15. Việt Nam |

### Hoa hậu châu lục
| Danh hiệu                                      | Thí sinh                    |
| ---------------------------------------------- | --------------------------- |
| Hoa hậu Siêu quốc gia châu Mỹ                  | - Brasil - Karine Osorio    |
| Hoa hậu Siêu quốc gia châu Á / Thái Bình Dương | - Đài Loan - Xiaoou Liu     |
| Hoa hậu Siêu quốc gia châu Âu                  | - Slovakia - Linda Mosatova |

## Các giải thưởng đặc biệt
| Giải thưởng                                         | Thí sinh                                                                   |
| --------------------------------------------------- | -------------------------------------------------------------------------- |
| Miss Elegance (Hoa hậu Thanh lịch)                  | - Đan Mạch - Josephine Bergsler                                            |
| Miss Personality (Hoa hậu Phong cách)               | - Bahamas - Kendra Wilkinson                                               |
| Miss Congeniality (Hoa hậu Thân thiện)              | - Bahamas - Kendra Wilkinson                                               |
| Miss Internet (Hoa hậu Internet)                    | - Việt Nam - Chung Thục Quyên                                              |
| Best National Costume (Trang phục Dân tộc đẹp nhất) | - Việt Nam - Chung Thục Quyên                                              |
| Miss Photogenic (Hoa hậu Ảnh)                       | - Ukraine - Oksana Moria                                                   |
| Top model (Siêu mẫu)                                | - Nga - Nataliya Koroleva                                                  |
| Best Body (Hoa hậu Có body đẹp nhất)                | 1. Anh - Amanda Ball 2. Belarus - Marina Lepesha 3. Ukraine - Oksana Moria |
| Miss Talent (Hoa hậu Tài năng)                      | - Albania - Borana Kalemi                                                  |

## Thí sinh tham gia
| Quốc gia / Vùng lãnh thổ | Thí sinh                        | Tuổi | Quê quán              |
| ------------------------ | ------------------------------- | ---- | --------------------- |
| Albania                  | Borana Kalemi                   | 18   | Tirana                |
| Azerbaijan               | Diana Chernova                  | 21   | Baku                  |
| Bahamas                  | Kendra Demetria Wikinson        | 21   | Nassau                |
| Belarus                  | Marina Lepesha                  | 22   | Minsk                 |
| Brasil                   | Karine Louise Osorio Pires      | 22   | Ponta Grossa          |
| Bulgaria                 | Mirena Georgieva                | 22   | Burgas                |
| Trung Quốc               | Jun Shi                         | 24   | Bắc Kinh              |
| Croatia                  | Andreja Cavlovic                | 19   | Bjelovar              |
| Síp                      | Nerantzoula Emmanouilidou       | 24   | Nicosia               |
| Cộng hòa Séc             | Aneta Zelená                    | 20   | Prostějov             |
| Đan Mạch                 | Josephine Bergsler Helbrandt    | 21   | Holte                 |
| Cộng hòa Dominica        | Kirsis Celestino Jean           | 21   | Santo Domingo         |
| Anh                      | Amanda Lilian Ball              | 22   | Liverpool             |
| Pháp                     | Jennifer Tawk                   | 18   | Strasbourg            |
| Đức                      | Shqipe Kadriu                   | 23   | Berlin                |
| Hy Lạp                   | Demitra Alexandraki             | 19   | Athena                |
| Guatemala                | Evelyn Suseth Arreaga Marroquin | 27   | Thành phố Guatemala   |
| Honduras                 | Ruth Aleman Alvarado            | 19   | San Pedro Sula        |
| Kazakhstan               | Alina Sheptunova                | 22   | Astana                |
| Kosovo                   | Jehona Krasniqi                 | 20   | Pristina              |
| Latvia                   | Anastasya Begeba                | 21   | Riga                  |
| Litva                    | Ernesta Mazulyte                | 21   | Vilnius               |
| Moldova                  | Ana Velesco                     | 21   | Galaţi                |
| Bắc Ireland              | Sarah Marteau                   | 18   | Manchester            |
| Panama                   | Silvia Oneida Acosta            | 22   | San Pedro Sula        |
| Perú                     | Nancy Gisella Cava Acuña        | 22   | Trujillo              |
| Ba Lan                   | Klaudia Maria Ungerman          | 21   | Wysiedle              |
| România                  | Anca Vasiu                      | 19   | Bucharest             |
| Nga                      | Nataliya Koroleva               | 24   | Moskva                |
| Scotland                 | Anastasia Mikhailides           | 18   | Colchester            |
| Slovakia                 | Linda Mošaťová                  | 21   | Ludanice              |
| Slovenia                 | Vanesa Stefanovski              | 21   | Maribor               |
| Đài Loan                 | Liu Xiaoou                      | 22   | Đài Bắc               |
| Ukraina                  | Oksana Moria                    | 20   | Dnipropetrovsk        |
| Venezuela                | Silvia Meneses                  | 23   | Caracas               |
| Việt Nam                 | Chung Thục Quyên                | 22   | Thành phố Hồ Chí Minh |

## Chú giải
1. ↑  Miss Supranational | Pageant

## Liên kết
- Trang web chính thức